# Lo Gargallar
Lo Gargallar és un paratge del terme municipal de Tremp, al Pallars Jussà, dins de l'antic terme de Suterranya.
Està situat al sud del poble de Suterranya, i està delimitat a llevant per la carretera LV-5111 i a migdia per la C-1412b. Passa per aquest indret una de les branques del Canal de Gavet, anomenada lo Canal.